# فی الفصد
فی الفصد کتابی در زمینهٔ پزشکی از محمد زکریای رازی است که موضوع آن رگ‌زدن و خون گرفتن است.
در طب قدیم، خون گرفتن را از ضروریات بهداشت می‌دانستند و رازی در این کتاب این امر را در ده باب مورد بررسی قرار می‌دهد:
- باب اول، میزان و حد خون گرفتن.
- باب دوم، مقصود و منظور خون گرفتن.
- باب سوم، کیفیت خون‌گیری از عروق به طریق اختصاصی.
- باب چهارم، منافع بستن بازو در موقع خون گرفتن.
- باب پنجم، رگ‌های مناسب خون‌گیری.
- باب ششم، عللی که خون‌گیری از هر رگ را موجب می‌شود.
- باب هفتم، بیماری‌هایی که خون‌گیری برایشان مفید است.
- باب هشتم، بیماری‌هایی که خون‌گیری برایشان مضر است.
- باب نهم، توجه به خطاهای رگ زدن.
- باب دهم، شرایط خون‌گیری در موقع رگ‌زدن.